# Bistum Arlington
Das Bistum Arlington (lat.: Dioecesis Arlingtonensis) ist eine in den Vereinigten Staaten gelegene römisch-katholische Diözese mit Sitz in Arlington, Virginia.

## Geschichte

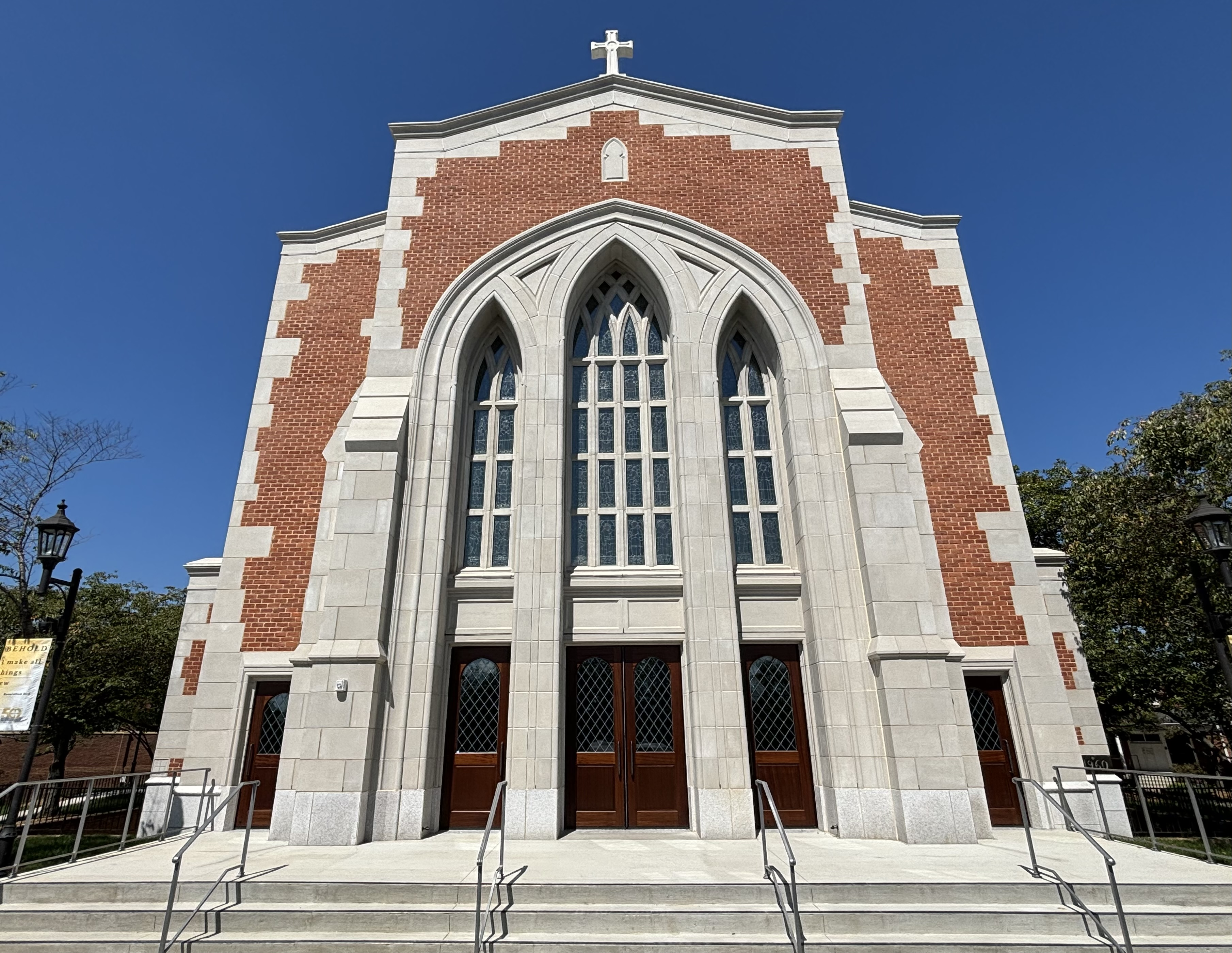
Cathedral of Saint Thomas More in Arlington

Das Bistum Arlington wurde am 28. Mai 1974 durch Papst Paul VI. mit der Apostolischen Konstitution Supernae Christifidelium aus Gebietsabtretungen des Erzbistums Washington und des Bistums Richmond errichtet und dem Erzbistum Baltimore als Suffraganbistum unterstellt.

## Territorium
Das Bistum Arlington umfasst die im Bundesstaat Virginia gelegenen Gebiete Arlington County, Clarke County, Culpeper County, Fairfax County, Fauquier County, Frederick County, King George County, Lancaster County, Loudoun County, Madison County, Northumberland County, Orange County, Page County, Prince William County, Rappahannock County, Richmond County, Shenandoah County, Spotsylvania County, Stafford County, Warren County und Westmoreland County.

## Bischöfe von Arlington
- Thomas Jerome Welsh, 1974–1983, dann Bischof von Allentown
- John Richard Keating, 1983–1998
- Paul Stephen Loverde, 1999–2016
- Michael Francis Burbidge, seit 2016